# Młyniska (województwo lubelskie)
Młyniska – wieś w Polsce położona w województwie lubelskim, w powiecie lubartowskim, w gminie Michów.
| SIMC    | Nazwa        | Rodzaj    |
| ------- | ------------ | --------- |
| 1020536 | Cegielnia    | część wsi |
| 1020750 | Wilchelmówka | część wsi |

W latach 1975–1998 miejscowość administracyjnie należała do ówczesnego województwa lubelskiego.
Wieś stanowi sołectwo gminy Michów. Według Narodowego Spisu Powszechnego z roku 2011 wieś liczyła 78 mieszkańców.